# Forstamt Heideck
Das Forstamt Heideck war ein Forstamt in Bayern. 

## Geschichte
König Ludwig II. von Bayern ließ in Heideck 1885 ein Königliches Forstamt Neuerer Ordnung errichten. Im Zuge der Aufhebung des Pfalz-Neuburgischen Pflegamtes Heideck Anfang des 19. Jahrhunderts wurde lediglich ein Revierförster für das ehemalige Amt bestellt, welcher im Pflegerhaus (Alte Hausnummer 1, vgl. Urkataster, jetzt Hauptstraße 12, Einzeldenkmal) untergebracht war.
Nach 1885 wurden verschiedene Räumlichkeiten als Kanzlei für das neue Amt angemietet. 1896/97 erwarb die Krone den „Dirschacker“ mit gut 3000 m² an der Liebenstädter Straße und errichtete dort innerhalb von zwei Jahren das neue Amtsgebäude im Heimatstil mit niederdeutschen Fachwerkelementen.
Das große Haus mit Nebengebäude beherbergte die Kanzlei sowie die Wohnungen für den Sekretär und die Familie des Forstmeisters. Ende des Zweiten Weltkriegs hatte sich dort eine deutsch-ungarische Division ein Quartier eingerichtet, 1945 zogen die US-amerikanischen Militärs dort ein und errichteten über mehrere Monate ihre Kommandantur im Haus. Parallel zum Hausbau legte der Privatier und Ehrenbürger Ludwig Baumann eine zweireihige Lindenallee an. Eine Seite hat sich erhalten (2014).
Das Haus hatte die alte Hausnummer 192, im Dritten Reich erhielt die Allee den Namen „Adolf-Hitler-Straße“. Seit 1945 lautet die Anschrift wieder Alleestraße 3. Der Freistaat Bayern veräußerte den unbebauten nördlichen Gartenteil (ca. 1900 m²) zu Beginn des 21. Jahrhunderts an die Regens-Wagner-Stiftung, welche dort eine Anlage für Betreutes Wohnen errichtet hat. Das Forstamt wurde unter Ministerpräsident Edmund Stoiber 2006 aufgehoben (Bayerische Forstreform) und mit dem Amt für Landwirtschaft zum Amt für Ernährung, Landwirtschaft und Forsten zusammengelegt mit Sitz in Roth. Das Forstamt Allersberg beherbergt nun die Bayerischen Staatsforsten.
Das Baudenkmal wurde 2008 an Carmen und Marcus Hohmann aus Heideck verkauft. Es wurde im ursprünglichen bauzeitlichen Erscheinungsbild instand gesetzt und beherbergt nun eine Fachfirma für Restaurierung, Kirchenmalerei und Vergoldung.

## Forstmeister bzw. Dienststellenleiter zu Heideck
- Christian Reutter
- Sebastian Kaupp
- Wilhelm Kuhn (ab 1922), beerdigt in Heideck
- Mandel
- Erwein Freiherr von Aretin
- Harald Eschenhagen
- Gerhard Pumpenmeier

Der Staat baute das Forstwesen in Heideck zu Beginn des 20. Jahrhunderts weiter aus, so errichtete er 1914 eine Dienstwohnung an der Kreuzung Selingstädter / Bahnhofstraße und kaufte in den 1930er Jahren am Weinberg die Oschatzvilla. Beide Immobilien wurden vom Staat in den letzten Jahren an Privateigentümer verkauft.